# Liste der Präfekten von Angra dos Reis
Die Liste der Präfekten von Angra dos Reis gibt einen Überblick über alle Präfekten der brasilianischen Gemeinde Angra dos Reis seit Beginn der 6. Republik.
| Präfekten                                         | Präfekten                        | Partei | Partei   | Amtszeit                                        |
| ------------------------------------------------- | -------------------------------- | ------ | -------- | ----------------------------------------------- |
|                                                   | João Luiz Gibrail                |        |          | 1983–1985                                       |
|                                                   | José Luiz Reseck                 |        | PFL      | 1985–1988                                       |
|                                                   | Neirobis Nagae                   |        | PT       | 1989–1992                                       |
| Luiz Sérgio Nóbrega de OliveiraFoto:José Cruz/ABr | Luiz Sérgio Nóbrega de Oliveira  |        | PT       | 1993–1996                                       |
|                                                   | José Marcos Castilho             |        | PT       | 1997–2000                                       |
| Fernando Jordão                                   | Fernando Jordão                  |        | PDT PMDB | 2001–2004 (1. Amtszeit) 2005–2008 (2. Amtszeit) |
|                                                   | Tuca Jordão                      |        | PMDB     | 2009–2012                                       |
| Conceição Rabha                                   | Conceição Rabha, erste Präfektin |        | PT       | 2013–2016                                       |
| Fernando Jordão                                   | Fernando Jordão                  |        | MDB      | 2017–2020 (3. Amtszeit) 2021–2024 (4. Amtszeit) |